# Спагірики
Спагірики (від грецького spao «витягувати, розділяти» та ageiro «об’єднувати, збирати разом»), також відомі як Ars spagyrica  та Alchemia spagyrica латиною, спочатку були найважливішим принципом алхімічного приготування ліків, згідно з Парацельсом, і є синонімом алхімії з 18 століття. По суті, метою є підвищення ефективності препарату шляхом розділення та возз’єднання активних начал. Рослинна, мінеральна та тваринна сировина переробляється на спагірики (однина: спагіричний) за допомогою алхімічних методів. Лікарські препарати й сьогодні іноді виробляються за цим принципом.